# Nannocharax latifasciatus
Nannocharax latifasciatus es una especie de peces de la familia Citharinidae en el orden de los Characiformes.

## Morfología
Los machos pueden llegar alcanzar los 4,9 cm de longitud total.

## Hábitat
Vive en zonas de clima tropical (23 °C-26 °C ).

## Distribución geográfica
Se encuentran en África: Nigeria y el Camerún.